# واکای یاماتو
واکای یاماتو (به ژاپنی: 大和 和紀, Yamato Waki)؛ زادهٔ ۱۳ مارس ۱۹۴۸) مانگاکا اهل ژاپن است.
همچنین برندهٔ جوایزی همچون جایزه مانگای کودانشا شده است.